# رايموند موراي
رايموند موراي (بالإنجليزية: Raymond Murray)‏ هو ضابط أمريكي، ولد في 30 يناير 1913 في لوس أنجلوس في الولايات المتحدة، وتوفي في 11 نوفمبر 2004 في إنسينيتاس في الولايات المتحدة.